# Франко Пелицоти
Франко Пелицоти (итал. Franco Pellizotti; 15. јануар 1978. Латисана) бивши је италијански професионални бициклиста, који је тренутно спортски директор UCI ворлд тур тима Бахреин—викторијус. Специјалиста је за брдске етапе. Године 2009. освојио је брдску класификацију на Тур де Франсу, што је била прва победа за Италију у класификацији после 17 година, али му је резултат касније поништен због допинга.